# Nigella sativa
Nigella sativa (L., 1753, nota anche come cumino nero) è una pianta annuale appartenente alla famiglia delle Ranunculaceae, originaria di Balcani e Medio Oriente. Da non confondere con il Bunium persicum, anch'esso comunemente chiamato cumino nero.

## Etimologia
Il nome "nigella" deriva dal latino niger, nero, dal colore dei semi.
Data la sua grande diffusione, in altre lingue è conosciuta come: 
- kalonji (hindi)
- קצח (kazah) (ebraico)
- chernushka (russo)
- çörek otu (turco)
- حبه البركة (habbatul barakah, letteralmente semi di benedizione, arabo)
- سیاهدانه (siyah daneh, persiano)
- grano nero (habbe sauda, arabo medievale)

Il suo vecchio nome inglese, Gith, ora è utilizzato per il gittaione (Agrostemma githago).
Nella cucina bengalese è chiamata cumino nero; questo porta spesso a confonderla con il vero cumino nero, Bunium persicum.
In Italia viene anche chiamata "Cumino Nero" (sebbene il suo sapore sia molto diverso da quello del cumino) o anche "Seme di Cipolla" o "Cipolla Nera".
Altri nomi in italiano: seme nero, fiore di finocchio, fiore di noce moscata, coriandolo romano, seme nero di cipolla o sesamo nero; spesso sono ingannevoli e portano a confondere la nigella con altre spezie. 

## Descrizione
Cresce di 20-30 centimetri di altezza. Ha foglie ramificate e lineari (ma non filiformi). I fiori sono delicati, di solito di colore bianco e blu pallido, con 5-10 petali. I frutti sono capsule grandi e gonfie composte di 3-7 unità follicoli, ciascuna contenente numerosi semi.

## Storia

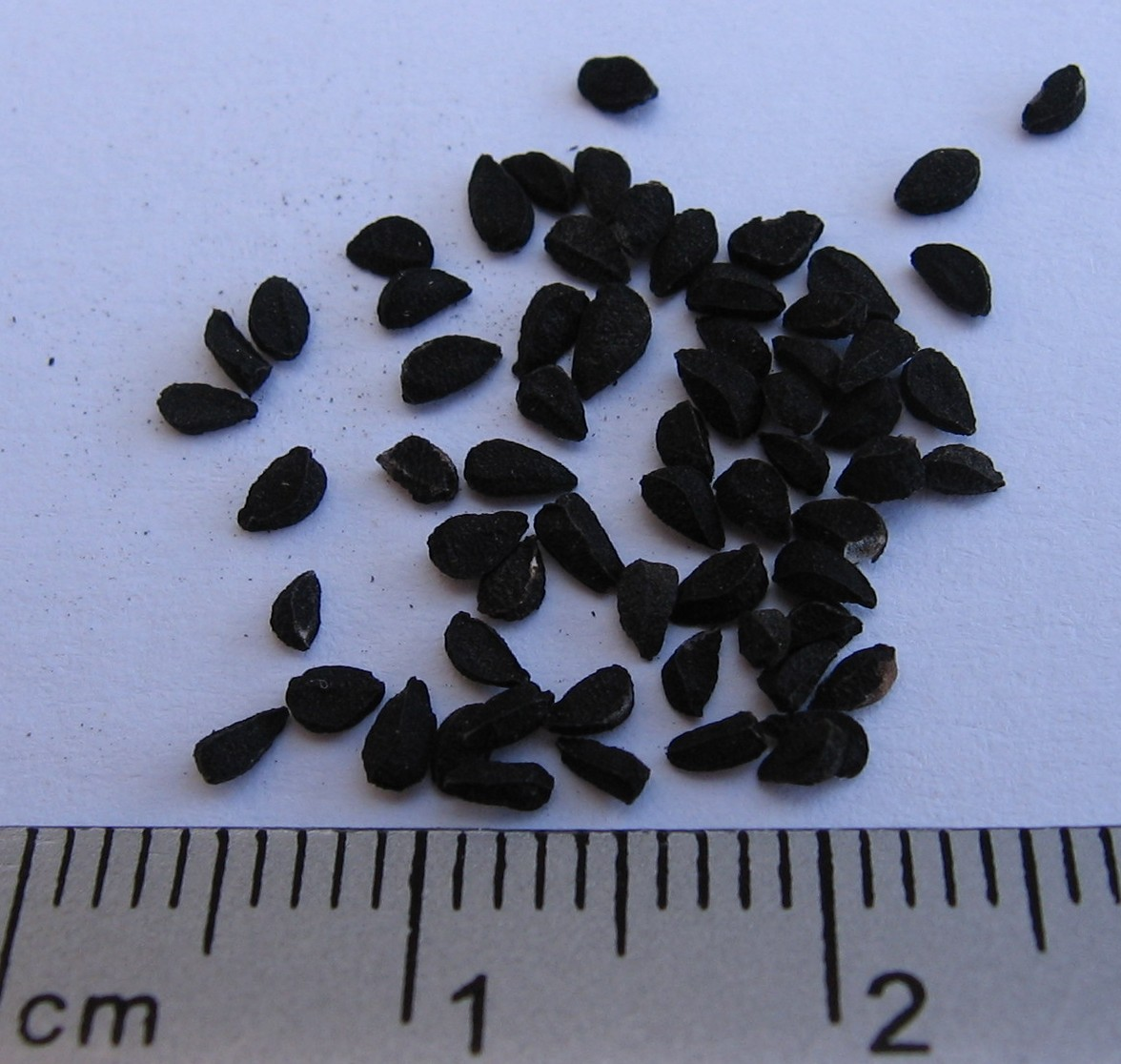
Semi di Nigella sativa

Era conosciuta e apprezzata già nell'antichità: un ritrovamento ittita risalente circa al 1650 a.C. ha rivelato resti di miele e di semi di nigella.
Per quanto riguarda gli antichi Egizi, i semi della nigella sono stati ritrovati in diversi siti archeologici. Nella tomba del faraone Tutankhamon erano presenti anfore colme di olio di nigella. Sebbene il suo ruolo esatto nella cultura egiziana sia sconosciuto, il fatto che i semi e l'olio della pianta siano stati selezionati per accompagnare il faraone dopo la vita dimostra che erano importanti per quella società.
Il primo riferimento scritto alla N. sativa si trova nel libro di Isaia nel Vecchio Testamento. Isaia contrasta la coltivazione di nigella e cumino (tipiche coltivazioni egiziane), esaltando al suo posto la coltivazione del grano (Isaia 28: 25, 27).
In epoca medievale le proprietà della nigella furono studiate da ricercatori persiani, in particolare dallo scienziato Al-Biruni e dal filosofo e fisiologo Avicenna (Ibn Sina); quest'ultimo, nel suo "Canone della Medicina", sostiene che i semi del grano nero abbiano la proprietà di stimolare l'energia corporea e che siano ricostituenti naturali.

## Coltivazione
La nigella si semina alla fine della primavera, con piante distanziate le une dalle altre di almeno 30 cm. 
Le capule si raccolgono mature, ma prima che si aprano, e vengono poi fatte essiccare. Da esse si estraggono poi i semi utilizzati come spezia.
Anche se è originaria dell'Asia occidentale e dell'Europa meridionale, i suoi attuali Paesi maggiori coltivatori sono India, Egitto e Medio Oriente.

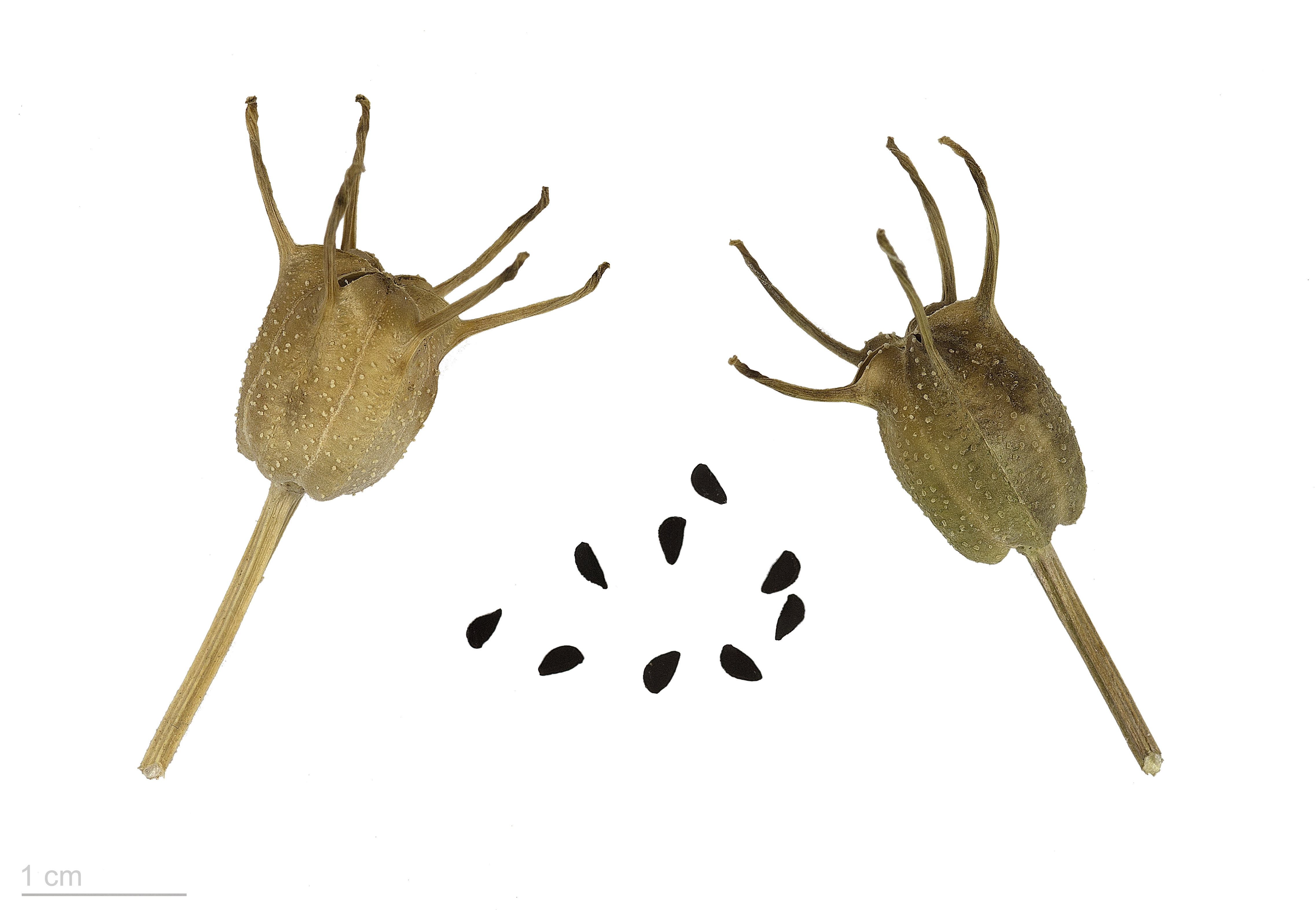
Nigella sativa.

## Usi

### Culinario
Il seme viene utilizzato come spezia. Ha un sapore amaro e pungente con un debole odore di fragole. Si usa principalmente per la preparazione di liquori, caramelle e dolci in genere. 
Nella cucina mediorientale trova posto nelle ricette di dolci tipici e di biscotti tradizionali; spesso viene impiegato anche per insaporire e ricoprire particolari tipi di pane (la varietà di pane naan chiamato Peshawari naan), o come decorazione nelle insalate. L'olio di nigella è usato negli Stati Uniti come integratore dietetico e può essere consumato anche sul pane. È l'ingrediente principale di una bevanda al gusto di cola: Evoca Cola

### Medicinale

#### Uso esterno
L'olio è stato sempre usato per trattare con successo dermatiti, scottature ed eczemi. 

#### Uso interno
Nella medicina indiana i semi della nigella sativa sono utilizzati come antiasmatici. La pianta manifesta una duplice attività: antistaminica e vasoregolatrice. L'infuso veniva impiegato contro il meteorismo, nelle affezioni catarrali, per favorire il flusso mestruale e nella dismenorrea. L'azione diuretica, inoltre, contribuisce a limitare la ritenzione idrica premestruale. Pare che sia un forte antiparassitario contro i parassiti intestinali.
Recenti studi clinici esaminati in rassegna sistematica (Phytotherapy Research 2003) sembrano dimostrare l'attività dell'olio di Nigella sativa in varie condizioni allergiche come la rinite, asma, eczema atopico (da Paolo Campagna - "Farmaci vegetali" ediz. Minerva Medica, maggio 2008)